# 家用电脑与游戏
《家用电脑与游戏》（简称「家游」）是中国的一本已经停刊的电脑游戏月刊，由科学普及出版社出版，与《电子游戏软件》、《大众软件》同为中国大陆最早创立的游戏杂志。《家游》以其对玩家的人文关怀著称，在中国大陆游戏杂志中具有重要地位。
《家用电脑与游戏》创刊于1994年6月，原名为“家用电脑与游戏机”，时为双月刊，与中国大陆最早创立的电子游戏杂志《Game集中营》（《电子游戏软件》前身）处于同一时期，当时杂志电脑游戏和电视游戏均有涉及。1995年改为月刊，发行量持续增长。2001年變更為現名，并将办刊方向确定为电脑游戏杂志。2002年，杂志改为全彩印刷。2003年开始，《家游》连续多年成为Chinajoy官方首席平面媒体和展会日报出版商。
2013年10月，《家用电脑与游戏》官方微博宣布11-12月将以合刊出版，并发表了疑似停刊的诀别声明。同年11月，主编刘威于微博正式宣布杂志停刊，并表达了对于纸质媒体的悲观态度。至此，《家游》20年来共出刊231期。